# Lower Mitton
Lower Mitton var en civil parish från 1866 till 1928 då den blev en del av Stourport on Severn, i grevskapet Worcestershire, i England. Denna civil parish hade 3 478 invånare år 1921. Byn nämndes i Domedagsboken (Domesday Book) år 1086, och kallades då Mettune.